# Serie D 1978-1979
Il campionato di Serie D 1978-79 fu la 29ª edizione del campionato interregionale di calcio, la 20ª di Serie D e il primo di quinto livello disputato in Italia.

## Avvenimenti
Nel 1978, in seguito allo sdoppiamento della Serie C in Serie C1 e Serie C2, il campionato di Serie D diventa il quinto livello del calcio italiano.
Il Cuneo rinuncia alla Serie D e, ottenuta l'autorizzazione dalla Lega Nazionale Dilettanti, si iscrive in Promozione.

## Regolamento
La formula del campionato prevede la promozione in Serie C2 delle squadre classificate ai primi due posti di ogni girone e la retrocessione in Promozione Regionale di quelle classificate agli ultimi quattro posti di ogni girone.
La normativa F.I.G.C. in vigore dalla stagione sportiva 1978-1979 stabiliva che, in caso di assegnazione di un titolo sportivo (promozione o retrocessione), alla fine del campionato si sarebbe dovuto:
1. disputare una gara di spareggio in campo neutro in caso di attribuzione del primo posto in classifica;
2. non disputare una gara di spareggio ma prendere in considerazione la differenza reti generale in caso di una o più società da classificare per stabilire una o più società retrocedente(i) in categoria inferiore.

Tutti i pari merito in cui non si doveva attribuire un titolo sportivo non sono da regolarsi con la differenza reti generale ovvero: tutte le altre squadre a pari punti vanno considerate classificate a pari merito con la posizione di classifica più alta senza considerare la differenza reti anche se i giornali la prendono in considerazione e la evidenziano.

## Girone A
La Torretta Santa Caterina è una rappresentativa della città di Asti.

### Classifica finale
|  | Pos. | Squadra                 | Pt | G  | V  | N  | P  | GF | GS | DR  |
|  | ---- | ----------------------- | -- | -- | -- | -- | -- | -- | -- | --- |
|  | 1.   | Arona                   | 45 | 34 | 16 | 13 | 5  | 38 | 18 | +20 |
|  | 2.   | Aurora Desio            | 42 | 34 | 17 | 8  | 9  | 42 | 32 | +10 |
|  | 3.   | Torretta Santa Caterina | 39 | 34 | 12 | 15 | 7  | 36 | 23 | +13 |
|  | 4.   | Novese                  | 38 | 34 | 13 | 12 | 9  | 32 | 32 | 0   |
|  | 5.   | Albenga                 | 35 | 34 | 10 | 15 | 9  | 26 | 24 | +2  |
|  | 6.   | Caratese                | 34 | 34 | 10 | 14 | 10 | 30 | 24 | +6  |
|  | 7.   | Pontedecimo             | 34 | 34 | 10 | 14 | 10 | 25 | 25 | 0   |
|  | 8.   | Borgomanero             | 34 | 34 | 12 | 10 | 12 | 23 | 28 | -5  |
|  | 9.   | Vogherese               | 33 | 34 | 10 | 13 | 11 | 36 | 37 | -1  |
|  | 10.  | Solbiatese              | 32 | 34 | 9  | 14 | 11 | 33 | 32 | +1  |
|  | 11.  | Asti                    | 32 | 34 | 6  | 20 | 8  | 22 | 24 | -2  |
|  | 12.  | Sestri Levante          | 32 | 34 | 10 | 12 | 12 | 27 | 30 | -3  |
|  | 13.  | Abbiategrasso           | 32 | 34 | 9  | 14 | 11 | 28 | 33 | -5  |
|  | 14.  | Aosta                   | 32 | 34 | 10 | 12 | 12 | 28 | 36 | -8  |
|  | 15.  | Entella                 | 32 | 34 | 9  | 14 | 11 | 22 | 32 | -10 |
|  | 16.  | Pro Sesto               | 31 | 34 | 8  | 15 | 11 | 22 | 23 | -1  |
|  | 17.  | Ivrea                   | 29 | 34 | 8  | 13 | 13 | 35 | 41 | -6  |
|  | 18.  | Trecate                 | 26 | 34 | 7  | 12 | 15 | 36 | 47 | -11 |

Legenda:
      Promossa in Serie C2 1979-1980.
      Retrocessa in Promozione 1979-1980.
Regolamento:
Due punti a vittoria, uno a pareggio, zero a sconfitta.
Era in vigore il pari merito (tranne per la definizione delle promosse e retrocesse).
In caso di pari punti per l'attribuzione del primo posto in classifica si disputava uno spareggio.
In caso di pari punti in zona retrocessione si teneva conto della differenza reti generale.

## Girone B
Il Montello è una rappresentativa della città di Volpago del Montello.

### Classifica finale
|  | Pos. | Squadra      | Pt | G  | V  | N  | P  | GF | GS | DR  |
|  | ---- | ------------ | -- | -- | -- | -- | -- | -- | -- | --- |
|  | 1.   | Pordenone    | 47 | 34 | 17 | 13 | 4  | 42 | 19 | +23 |
|  | 2.   | Venezia      | 46 | 34 | 17 | 12 | 5  | 44 | 21 | +23 |
|  | 3.   | Montebelluna | 45 | 34 | 20 | 5  | 9  | 49 | 26 | +23 |
|  | 4.   | Romanese     | 45 | 34 | 18 | 9  | 7  | 46 | 26 | +20 |
|  | 5.   | Mira         | 43 | 34 | 13 | 17 | 4  | 33 | 23 | +10 |
|  | 6.   | Casatese     | 38 | 34 | 12 | 14 | 8  | 36 | 24 | +12 |
|  | 7.   | Palmanova    | 38 | 34 | 14 | 10 | 10 | 29 | 25 | +4  |
|  | 8.   | Benacense    | 35 | 34 | 11 | 13 | 10 | 32 | 29 | +3  |
|  | 9.   | Dolo         | 34 | 34 | 11 | 12 | 11 | 29 | 24 | +5  |
|  | 10.  | Abano        | 33 | 34 | 11 | 11 | 12 | 39 | 46 | -7  |
|  | 11.  | Chievo       | 32 | 34 | 9  | 14 | 11 | 37 | 49 | -12 |
|  | 12.  | Pro Tolmezzo | 31 | 34 | 8  | 15 | 11 | 32 | 41 | -9  |
|  | 13.  | Montello     | 29 | 34 | 9  | 11 | 14 | 30 | 33 | -3  |
|  | 14.  | Jesolo       | 29 | 34 | 7  | 15 | 12 | 24 | 36 | -12 |
|  | 15.  | Tritium      | 28 | 34 | 8  | 12 | 14 | 29 | 41 | -12 |
|  | 16.  | Monfalcone   | 21 | 34 | 7  | 7  | 20 | 39 | 55 | -16 |
|  | 17.  | Sandonà 1922 | 21 | 34 | 6  | 9  | 19 | 20 | 42 | -22 |
|  | 18.  | Merano       | 17 | 34 | 5  | 7  | 22 | 21 | 51 | -30 |

Legenda:
      Promossa in Serie C2 1979-1980.
      Retrocessa in Promozione 1979-1980.
Regolamento:
Due punti a vittoria, uno a pareggio, zero a sconfitta.
Era in vigore il pari merito (tranne per la definizione delle promosse e retrocesse).
In caso di pari punti per l'attribuzione del primo posto in classifica si disputava uno spareggio.
In caso di pari punti in zona retrocessione si teneva conto della differenza reti generale.

## Girone C
Il San Felice è una rappresentativa della città di San Felice sul Panaro.

### Classifica finale
|  | Pos. | Squadra              | Pt | G  | V  | N  | P  | GF | GS | DR  |
|  | ---- | -------------------- | -- | -- | -- | -- | -- | -- | -- | --- |
|  | 1.   | Città di Castello    | 45 | 34 | 18 | 9  | 7  | 36 | 23 | +13 |
|  | 2.   | Sansepolcro          | 44 | 34 | 18 | 8  | 8  | 43 | 28 | +15 |
|  | 3.   | Fermana              | 43 | 34 | 16 | 11 | 7  | 34 | 20 | +14 |
|  | 4.   | Imola                | 41 | 34 | 16 | 9  | 9  | 50 | 27 | +23 |
|  | 5.   | Russi                | 41 | 34 | 13 | 15 | 6  | 36 | 21 | +15 |
|  | 6.   | Elpidiense           | 37 | 34 | 12 | 13 | 9  | 34 | 31 | +3  |
|  | 7.   | Falconarese          | 37 | 34 | 14 | 9  | 11 | 29 | 26 | +3  |
|  | 8.   | Forlimpopoli         | 35 | 34 | 12 | 11 | 11 | 28 | 33 | -5  |
|  | 9.   | Contarina            | 34 | 34 | 11 | 12 | 11 | 30 | 27 | +3  |
|  | 10.  | Molinella            | 33 | 34 | 11 | 11 | 12 | 31 | 34 | -3  |
|  | 11.  | Maceratese           | 32 | 34 | 9  | 14 | 11 | 33 | 33 | 0   |
|  | 12.  | Viadanese            | 31 | 34 | 10 | 11 | 13 | 30 | 35 | -5  |
|  | 13.  | Fidenza              | 31 | 34 | 8  | 15 | 11 | 29 | 35 | -6  |
|  | 14.  | Legnago              | 30 | 34 | 9  | 12 | 13 | 28 | 35 | -7  |
|  | 15.  | Bellaria Igea Marina | 30 | 34 | 10 | 10 | 14 | 26 | 37 | -11 |
|  | 16.  | Gubbio               | 26 | 34 | 9  | 8  | 17 | 28 | 36 | -8  |
|  | 17.  | San Felice           | 25 | 34 | 8  | 9  | 17 | 29 | 42 | -13 |
|  | 18.  | Sassuolo             | 17 | 34 | 3  | 11 | 20 | 12 | 43 | -31 |

Legenda:
      Promossa in Serie C2 1979-1980.
      Retrocessa in Promozione 1979-1980.
Regolamento:
Due punti a vittoria, uno a pareggio, zero a sconfitta.
Era in vigore il pari merito (tranne per la definizione delle promosse e retrocesse).
In caso di pari punti per l'attribuzione del primo posto in classifica si disputava uno spareggio.
In caso di pari punti in zona retrocessione si teneva conto della differenza reti generale.

## Girone D
Il Foiano è una rappresenttativa della città di Foiano della Chiana.

### Classifica finale
|  | Pos. | Squadra      | Pt | G  | V  | N  | P  | GF | GS | DR  |
|  | ---- | ------------ | -- | -- | -- | -- | -- | -- | -- | --- |
|  | 1.   | Pietrasanta  | 44 | 34 | 18 | 8  | 8  | 53 | 23 | +30 |
|  | 2.   | Rondinella   | 42 | 34 | 15 | 12 | 7  | 36 | 22 | +14 |
|  | 3.   | Sant'Elena   | 40 | 34 | 13 | 14 | 7  | 30 | 19 | +11 |
|  | 4.   | Cuoiopelli   | 39 | 34 | 16 | 7  | 11 | 36 | 30 | +6  |
|  | 5.   | Piombino     | 38 | 34 | 15 | 8  | 11 | 44 | 33 | +11 |
|  | 6.   | Viterbese    | 37 | 34 | 14 | 9  | 11 | 33 | 25 | +8  |
|  | 7.   | Romulea      | 37 | 34 | 13 | 11 | 10 | 40 | 36 | +4  |
|  | 8.   | Torres       | 36 | 34 | 10 | 16 | 8  | 27 | 21 | +6  |
|  | 9.   | Nuorese      | 34 | 34 | 11 | 12 | 11 | 29 | 33 | -4  |
|  | 10.  | Orbetello    | 34 | 34 | 10 | 14 | 10 | 25 | 31 | -6  |
|  | 11.  | Carbonia     | 32 | 34 | 11 | 10 | 13 | 32 | 39 | -7  |
|  | 12.  | Casalotti    | 31 | 34 | 10 | 11 | 13 | 33 | 38 | -5  |
|  | 13.  | Iglesias     | 31 | 34 | 10 | 11 | 13 | 33 | 43 | -10 |
|  | 14.  | Spoleto      | 30 | 34 | 6  | 18 | 10 | 25 | 30 | -5  |
|  | 15.  | Foiano       | 30 | 34 | 8  | 14 | 12 | 26 | 37 | -11 |
|  | 16.  | Tuscania     | 29 | 34 | 9  | 11 | 14 | 23 | 38 | -15 |
|  | 17.  | Pontedera    | 25 | 34 | 6  | 13 | 15 | 30 | 40 | -10 |
|  | 18.  | Pro Cisterna | 23 | 34 | 7  | 9  | 18 | 26 | 43 | -17 |

Legenda:
      Promossa in Serie C2 1979-1980.
      Retrocessa in Promozione 1979-1980.
Regolamento:
Due punti a vittoria, uno a pareggio, zero a sconfitta.
Era in vigore il pari merito (tranne per la definizione delle promosse e retrocesse).
In caso di pari punti per l'attribuzione del primo posto in classifica si disputava uno spareggio.
In caso di pari punti in zona retrocessione si teneva conto della differenza reti generale.

## Girone E
L'Irpinia è una rappresentativa della città di Mercogliano.
La Polisportiva Mola era una rappresentativa della città di Mola di Bari.

### Classifica finale
|  | Pos. | Squadra    | Pt | G  | V  | N  | P  | GF | GS | DR  |
|  | ---- | ---------- | -- | -- | -- | -- | -- | -- | -- | --- |
|  | 1.   | Squinzano  | 46 | 34 | 16 | 14 | 4  | 42 | 20 | +22 |
|  | 2.   | L'Aquila   | 45 | 34 | 18 | 9  | 7  | 45 | 25 | +20 |
|  | 3.   | Avigliano  | 45 | 34 | 18 | 9  | 7  | 43 | 27 | +16 |
|  | 4.   | Sulmona    | 41 | 34 | 14 | 13 | 7  | 38 | 26 | +12 |
|  | 5.   | Fasano     | 39 | 34 | 16 | 7  | 11 | 48 | 33 | +15 |
|  | 6.   | Irpinia    | 38 | 34 | 13 | 12 | 9  | 33 | 21 | +12 |
|  | 7.   | Nardò      | 37 | 34 | 13 | 11 | 10 | 38 | 29 | +9  |
|  | 8.   | Sora       | 34 | 34 | 12 | 10 | 12 | 41 | 41 | 0   |
|  | 9.   | Gladiator  | 34 | 34 | 11 | 12 | 11 | 39 | 40 | -1  |
|  | 10.  | Trani      | 33 | 34 | 10 | 13 | 11 | 28 | 42 | -14 |
|  | 11.  | Bisceglie  | 31 | 34 | 10 | 11 | 13 | 28 | 28 | 0   |
|  | 12.  | Grottaglie | 31 | 34 | 11 | 9  | 14 | 31 | 35 | -4  |
|  | 13.  | Rosetana   | 31 | 34 | 10 | 11 | 13 | 29 | 36 | -7  |
|  | 14.  | Nola       | 30 | 34 | 11 | 8  | 15 | 30 | 31 | -1  |
|  | 15.  | Martina    | 30 | 34 | 8  | 14 | 12 | 20 | 22 | -2  |
|  | 16.  | Lavello    | 29 | 34 | 8  | 13 | 13 | 28 | 37 | -9  |
|  | 17.  | Mola       | 22 | 34 | 5  | 12 | 17 | 17 | 46 | -29 |
|  | 18.  | Melfi      | 16 | 34 | 3  | 10 | 21 | 15 | 54 | -39 |

Legenda:
      Promossa in Serie C2 1979-1980.
      Retrocessa in Promozione 1979-1980.
Regolamento:
Due punti a vittoria, uno a pareggio, zero a sconfitta.
Era in vigore il pari merito (tranne per la definizione delle promosse e retrocesse).
In caso di pari punti per l'attribuzione del primo posto in classifica si disputava uno spareggio.
In caso di pari punti in zona retrocessione si teneva conto della differenza reti generale.

### Spareggi

#### Spareggio promozione
|          | Risultati |           | Luogo e data           |
| -------- | --------- | --------- | ---------------------- |
| L'Aquila | 2-0       | Avigliano | Cassino, 3 giugno 1979 |
|          |           |           |                        |

## Girone F

La Juventus Stabia, vincitrice del girone F.

### Classifica finale
|  | Pos. | Squadra           | Pt | G  | V  | N  | P  | GF | GS | DR  |
|  | ---- | ----------------- | -- | -- | -- | -- | -- | -- | -- | --- |
|  | 1.   | Juventus Stabia   | 48 | 34 | 18 | 12 | 4  | 42 | 14 | +28 |
|  | 2.   | Terranova Gela    | 47 | 34 | 18 | 11 | 5  | 45 | 16 | +29 |
|  | 3.   | Akragas           | 44 | 34 | 14 | 16 | 4  | 27 | 16 | +11 |
|  | 4.   | Morrone Cosenza   | 40 | 34 | 12 | 16 | 6  | 39 | 25 | +14 |
|  | 5.   | Paternò           | 35 | 34 | 8  | 19 | 7  | 35 | 29 | +6  |
|  | 6.   | Modica (-2)       | 35 | 34 | 11 | 15 | 8  | 36 | 33 | +3  |
|  | 7.   | Canicattì         | 35 | 34 | 13 | 9  | 12 | 35 | 32 | +3  |
|  | 8.   | Grumese           | 35 | 34 | 13 | 9  | 12 | 35 | 34 | +1  |
|  | 9.   | Acireale          | 34 | 34 | 7  | 20 | 7  | 27 | 18 | +9  |
|  | 10.  | Frattese          | 34 | 34 | 11 | 12 | 11 | 39 | 34 | +5  |
|  | 11.  | Ercolanese        | 34 | 34 | 9  | 16 | 9  | 30 | 27 | +3  |
|  | 12.  | Mazara            | 33 | 34 | 11 | 11 | 12 | 33 | 29 | +4  |
|  | 13.  | Trebisacce        | 33 | 34 | 9  | 15 | 10 | 27 | 27 | 0   |
|  | 14.  | Puteolana         | 33 | 34 | 8  | 17 | 9  | 26 | 27 | -1  |
|  | 15.  | Ischia Isolaverde | 33 | 34 | 10 | 13 | 11 | 26 | 38 | -12 |
|  | 16.  | Scicli            | 27 | 34 | 7  | 13 | 14 | 21 | 33 | -12 |
|  | 17.  | Megara Augusta    | 16 | 34 | 4  | 8  | 22 | 15 | 54 | -39 |
|  | 18.  | Leonzio           | 14 | 34 | 3  | 8  | 23 | 21 | 73 | -52 |

Legenda:
      Promossa in Serie C2 1979-1980.
      Retrocessa in Promozione 1979-1980.
Regolamento:
Due punti a vittoria, uno a pareggio, zero a sconfitta.
Era in vigore il pari merito (tranne per la definizione delle promosse e retrocesse).
In caso di pari punti per l'attribuzione del primo posto in classifica si disputava uno spareggio.
In caso di pari punti in zona retrocessione si teneva conto della differenza reti generale.
Note:
Il Modica ha scontato 2 punti di penalizzazione.